# Schott AG

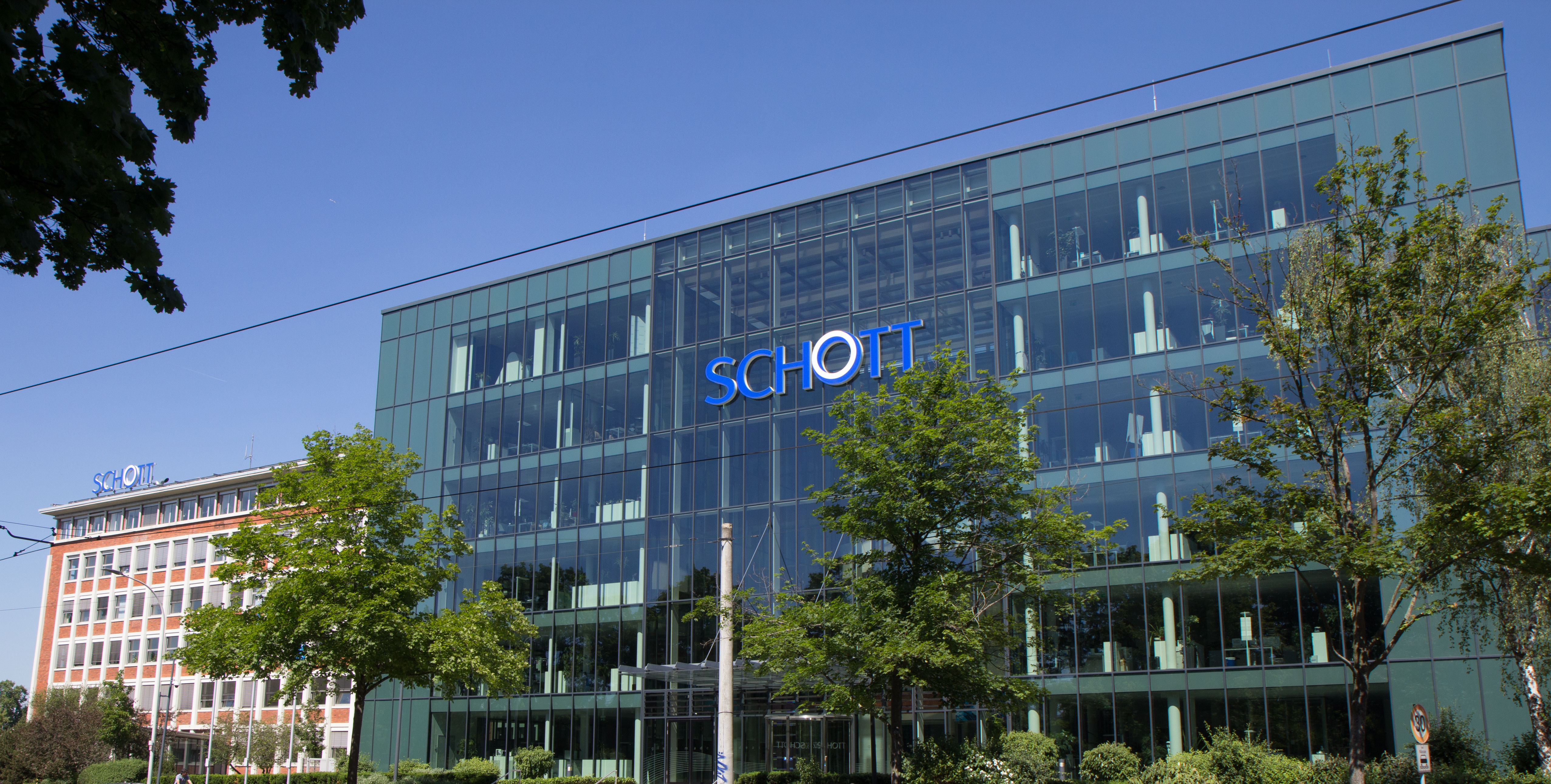
SCHOTT AG, Mainz

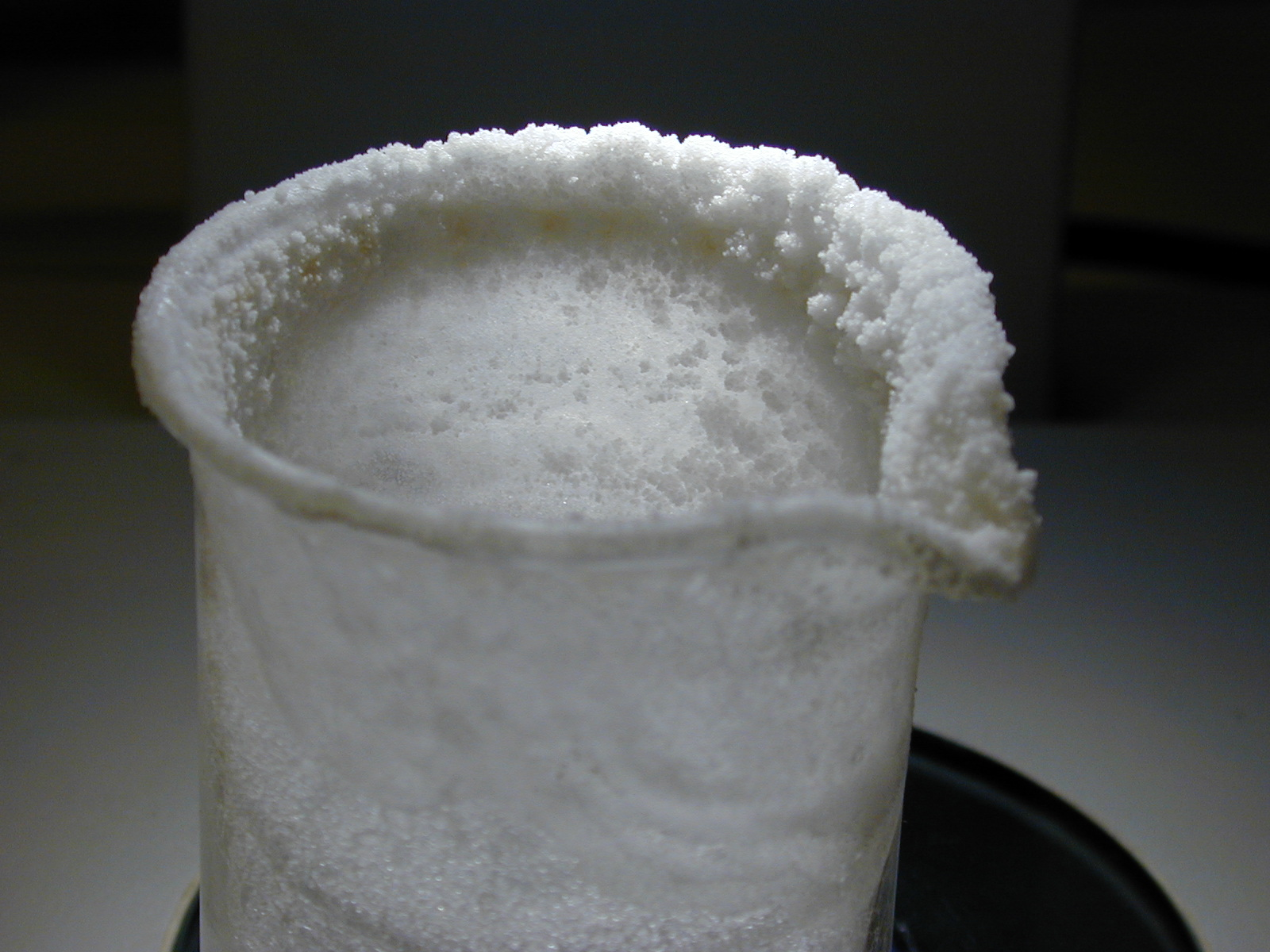
Schott Duran.

Schott AG är en av världens största tillverkare av glas. Företaget ägs av Carl-Zeiss-Stiftung och huvudkontoret ligger i Mainz men historiskt är Jena företagets hemvist
Schotts produktion innefattar de traditionella områdena glas, specialglas, glaskeramik och optik idag även optoelektronik, finmekanik och solenergi. Kända varumärken är Ceran, Jenaer Glas, Duran, Pyran och Fiolax. 2003 hade företaget en omsättning på 2 miljarder euro. Schott har 18 400 medarbetare varav 8480 i Tyskland. 

## Historia
1884 började Otto Schott den moderna glasvetenskapen och glasteknologin. Tillsammans med Ernst Abbe, Carl Zeiss och Roderich Zeiss grundade han ett glastekniskt laboratorium som senare blev Jenaer Schott & Genossen - dagens Schott AG. Därmed kunde man få fram mikroskop som klarade av forskningen. Tekniska glas som var värmebeständiga med den största succén i Jenaer Glas ledde till en rad snabba framgångar för företaget. 1919 kom företaget helt att uppgå i Carl-Zeiss-Stiftung. Efter andra världskriget kom Schott precis som Carl Zeiss att flytta till Västtyskland. Schotts nya hemort blev Mainz.